# Симондон, Жильбер
Жильбер Симондон (фр. Gilbert Simondon, 1924—1989) — французский философ

. Создатель оригинальной философии техники и теории индивидуации. Получил широкую известность в конце XX века, хотя основные его работы были написаны во второй половине 1950-х годах.

## Биография

### Семья
Жильбер Симондон родился 2 октября 1924 года в Сент-Этьене (административный центр департамента Луара региона Рона-Альпы). Его отец, Ипполит Симондон был ветераном Первой Мировой войны; в возрасте 19 лет он был тяжело ранен во время битвы при Вердене, работал служащим на почте в Сент-Этьене; мать, Натали Жиро происходила из семьи земледельцев. Жильбер Симондон был женат на Мишель Берже, специалистке по греческой филологии, с которой он познакомился во время учёбы в Высшей Нормальной школе; у них родилось семь детей. Дочь Жильбера Симондона, Натали вспоминает, что для детей философа «являлось обычным делом принимать участие в наблюдениях, опытах и исследованиях, бывших частью повседневной семейной жизни»; в последние два десятилетия она опубликовала обширный материал из архива своего отца и работала над переизданием его курсов лекций и статей.

### Образование
Окончив лицей в родном городе, с 1942 по 1944 год обучался в подготовительных классах лицея в Лионе, где преподавал знаменитый персоналист Жан Лакруа, создавший вместе с Эммануэлем Мунье журнал «Эспри», и эллинист Виктор-Анри Дебидур, переводчик греческих трагиков. По окончании лицея собирался посвятить себя изучению античной литературы, но по настоянию Лакруа выбрал философию. С 1945 по 1947 год учился в Высшей Нормальной школе (ENS), где его преподавателями были знаменитый неогегельянец Жан Ипполит, который потом станет руководителем его основной докторской диссертации, Марциал Геру, под чьим руководством он пишет дипломную работу о единстве и времени у досократиков, Жорж Гюсдорф, Морис Мерло-Понти, Жан Лапорт, Жан Валь, Жан-Туссен Дезанти и др. Одновременно с этим, занимается изучением физики, получает сертификат по минералоги на факультете естественных наук и сертификат по психофизиологии, обучаясь под руководством Альфреда Фрессара (Fressard), стоявшего у истоков французской нейрофизиологии.
В 1948 году получает степень агреже по философии, что открывает ему путь к преподаванию в лицее Декарта в Туре. В 1950 году оканчивает лиценциат по специальности психология, заканчивает один курс медицины в Школе медицины в Туре.
В 1958 году им защищены, по существовавшим в то время требованиям, две докторские диссертации: основная — «Индивидуация в свете понятий формы и информации» (L’individuation à la lumière des notions de forme et d’information, руководитель Жан Ипполит) и дополнительная — «О способе существования технических объектов» (Du mode d’existence des objets techniques, руководитель Жорж Кангилем). Членами жюри были Жан Ипполит, Раймон Арон, Жорж Кангилем, Поль Рикёр и Поль Фресс. На защите присутствовали также Морис Мерло-Понти, Жан Валь, Пьер-Максим Шуль (Schuhl) и Микель Дюфрен. Дополнительная диссертация опубликована в том же году в издательстве «Обие» (переиздавалась в 1969, 1989, 2001 годах, в исправленном и дополненном виде в 2012 году). Основная же диссертация была опубликована только в 1964 году (переиздание в 1995 году) под заголовком «Индивид и его физико-биологический генезис» в сокращённом виде: это издание не включает две последние главы второй части (они увидят свет только после смерти философа — в 1989 году, в отдельной книге под заголовком «Психическая и коллективная индивидуация»), целиком она была опубликована только в 2005 году (переиздана в 2013 году, с исправлениями в 2017 году). Обе прижизненно изданные книги были отмечены наградами: первая — после выхода в 1964 году призом фонда Данан-Бувере, вторая — в сентябре 1958 года бронзовой медалью Национального центра научных исследований.

### Преподавание и научные труды
Получив степень агреже по философии, в 1948 году начинает преподавать в лицее Декарта в Туре; в течение семи лет он преподаёт там философию, древнегреческий, латынь и литературу XX века, особенно интересуясь сюрреализмом. В 1950 году начинает преподавать психологию в Институте Турени. В 1953 году заменяет преподавателя физики в лицее, создаёт в подвальном помещении лицея мастерскую, в которой знакомит своих учеников с техникой (своими силами они собирают приёмник телевещания). В это время в «Педагогических тетрадях» выходят его первые статьи — «Место знакомства с техникой в полном образовании человека», «Заметки о техническом объекте», «Предварительные размышления о перестройке образования». В 1952 году, по возвращении из стажировки в Университете Миннесоты, где он изучал социальную психологию, принимает участие в семинаре по экспериментальной психологии Поля Фресса (Fraisse), а тремя годами позже создаёт лабораторию экспериментальной психологии в Университете Пуатье. В 1955—1963 годах он преподаёт там сначала как ассистент, затем как профессор факультета словесности и гуманитарных наук, где руководит дипломами по социальной психологии; на факультете права преподаёт общую и сравнительную психологию; в 1957 году руководит работами по сравнительной психофизиологии, которую преподаёт на факультете естественных наук, совмещая эту работу с преподаванием в Лионском университете. К этому времени относится статья «Современная психология» в томе «История науки» Энциклопедии Плеяд.
С 1958 по 1961 год им опубликован ряд статей, связанных с проблематикой его диссертаций. С 1961 по 1970 год преподаёт в различных университетах Парижа, Сент-Этьена, Лиона, Ниццы, Лилля. С 1964 по 1970 год принимает участие в семинаре по истории науки и техники Жоржа Кангилема.
В 1962 году принимает участие в организации коллоквиума в Ройомоне, на котором выступал Норберт Виннер, его материалы опубликованы в издательстве «Минюи» под заголовком «Концепт информации в современной науке». С 1963 по 1983 год Симондон преподаёт в Сорбонне, затем в Университете Париж-V. Здесь он руководит преподаванием общей психологии и создаёт лабораторию общей психологии и технологии, к которой в 1970 году присоединена лаборатория этологии Палезо.
С 1964 по 1970 год в Бюллетени психологии опубликованы циклы лекций «Курс о восприятии», «Воображение и изобретение», «Чувствительность», «Введение в современную психологию», а в Журнале нормальной и патологической психологии — «Восприятие в течение продолжительного времени». К этому времени относятся публикации в зарубежных журналах: в 1964 году в Бюллетени Института философии Свободного университета Брюсселя опубликована статья «Культура и техника», в 1971 году — «Изобретение в технике» в Тетрадях Канадского культурного центра. Там же в 1979 году опубликован текст «Усиливающий повторитель». По инициативе бельгийского философа Жильбера Оттуа, автора первой монографии о Симондоне, в специальном номере «Этика и техника» Анналов Института философии и моральных наук Свободного университета Брюсселя в 1983 году опубликована статья Симондона «Три перспективы для размышления об этике и технике».

### Последние годы жизни
С середины 1970-х годов его здоровье всё более ухудшается, и в 1983 году он преждевременно оставил преподавание. 7 февраля 1989 года он скончался в Палезо. В том же году наконец увидели свет заключительные главы его основной диссертации (с предисловием Бернара Стиглера) и примыкающее к ней «Примечание о следствиях, вытекающих из понятия индивидуации», а также вышло переиздание «О способе существования технических объектов» с предисловием Джона Харта и послесловием Ива Дефоржа. Эти издания ознаменовали возвращение Симондона и дали начало новому этапу осмысления его наследия.

## Учение
Жильбер Симондон развил теорию индивидуации, согласно которой субъект является не причиной, но эффектом, результатом процесса индивидуации. Его важным вкладом в философию техники стало открытие генетических законов, управляющих технической эволюцией (в книге «О способе существования технических объектов», 1958). Критикуя Норберта Винера (и будучи в то же время одним из его популяризаторов во Франции), стремился к созданию «общей феноменологии машин».

## Влияние
Симондон оказал влияние на Жиля Делёза, который привлёк внимание к его работам. Его современный последователь — Бернар Штиглер. Философ Франсуа Ларюэль называет Хайдеггера и Симондона «двумя величайшими философами техники».

### Изучение
В мае 2010 года в Американском университете в Париже прошла конференция о Симондоне. Регулярно делаются доклады по Симондону в рамках «Ателье Симондон» (темы: «Симондон и психотерапия», «Симондон и квантовая механика», «Симондон и Маркс: техника и политика» и пр.). Интерес к его творчеству растёт во Франции и в других странах.

## Фильм о Симондоне
В 2013 году вышел фильм «Симондон из пустыни» французского режиссёра-документалиста и фотографа Франсуа Лагарда. Музыку для фильма написал французский саксофонист Жан-Люк Гионне, который работает в жанре электроакустической музыки. Фильм построен как серия бесед бельгийского философа Паскаля Шабо с рядом известных учёных, среди которых биограф и переводчик трудов Симондона на итальянский Джованни Кароццини, философ Жан-Гюг Бартелеми, автор переводов на английский язык Арн де Боевер, а также лично знавшие Симондона философы Анн Фаго-Ларго, одно время бывшая ассистентом Симондона, бельгийский философ Жильбер Оттуа и французский философ Доминик Лекур, а также специалист по палеолиту историк Жан Клотт.

### Издания основных трудов Симондона на французском языке
- Simondon G. Du mode d’existence des objets techniques. Paris: Aubier, 1958, 1969. (Analyse et Raison).
- Simondon G. L’individu et sa genèse physico-biologique. Paris: PUF, 1964. (Épiméthée).
- Simondon G. Du mode d’existence des objets techniques / Préf. de John Hart, postf. de Yves Deforge. Paris: Aubier, 1989. (Res " l’invention philosophique "). 337 p.
- Simondon G. L’Individuation psychique et collective / Préf. de Bernard Stiegler. — Paris: Aubier, 1989, 2007. — (Res " l’invention philosophique "). — 293 p.
- Simondon G. Du mode d’existence des objets techniques / Nouvelle éd. revue et corrigée. Paris: Aubier, 2012. (Philosophie). 367 p.
- Simondon G. L’individuation à la lumière des notions de forme et d’information / Préf. de Jacques Garelli. Grenoble: Jérôme Millon, 2013. (Krisis). 563 p.

### Издания, включающие лекции, выступления, статьи и др. на французском языке
- Simondon G. Deux leçons sur l’animal et sur l’homme / Préf. de Jean-Yves Chateau. Paris: Ellipses, 2004. (Petite bibliothèque de philosophie). 91 p.
- Simondon G. L’invention dans les techniques / Prés. par Jean-Yves Chateau. Paris: Seuil, 2005. (Traces Écrites). 349 p.
- Simondon G. Cours sur la perception (1964—1965) / Préf. de Renaud Barbaras. Chatou: Éditions de La Transparence, 2006. (Philosophie). 416 p.; rééd. Paris: PUF, 2013.
- Simondon G. Imagination et Invention (1965—1966) / Prés. par Jean-Yves Chateau. Chatou: Éditions de La Transparence, 2006. (Philosophie). 206 p.; rééd. Paris: PUF, 2014.
- Simondon G. Communication et Information. Cours et conférences / Prés. par Jean-Yves Chateau. Chatou, Éditions de La Transparence, 2010. (Philosophie). 411 p.; rééd. Paris: PUF, 2015.
- Simondon G. Sur la technique (1953—1983) / Prés. par Jean-Yves Chateau. Paris: PUF, 2014. 461 p.
- Simondon G. Sur la psychologie / Préf. de Bernard Balan. Paris: PUF, 2015. 520 p.
- Simondon G. Sur la philosophie / Préf. de Frédéric Worms. Paris: PUF, 2016. 472 p.
- Simondon G. La résolution des problèmes / Note édit. par Nathalie Simondon. Paris: PUF, 2018. 360 p.

### Переводы трудов Симондона на русский язык
- Симондон, Ж. Индивид и его физико-биологический генезис / перевод Свирского Я. И.; предисловие Жака Гарелли. - Москва : ИОИ, 2022. - 479, [2] с.; 22 см.; ISBN 978-5-88230-491-0[21]
- Симондон Ж. Два урока о животном и человеке / Пер. М. Лепиловой; науч. ред. перевода М. Куртов. М.: Grundrisse, 2016. 140 с.
- Симондон Ж. Суть техничности / Пер. Д. Скопина // Синий диван. № 18. 2013. С. 93-114.
- Симондон Ж. О способе существования технических объектов / Пер. М. Куртова // Транслит. № 9. 2011. С. 94-105.
- Симондон Ж. Психосоциология кино (неизданное) / Пер. Л. Медведевой // Cineticle. № 26.

### Избранная библиография о Симондоне на европейских языках
- Aspe B. Simondon, politique du transindividuel. Ouistreham: Éditions Dittmar, 2013. (Études Simondoniennes). 450 p.
- Bardin A. Epistemology and Political Philosophy in Gilbert Simondon. Individuation, Technics, Social Systems. Springer, 2015. (Philosophy of Engineering and Technology). 251 p.
- Barthélémy J.-H. Penser la connaissance et la technique après Simondon. Paris: L’Harmattan, 2005. (Esthétiques). 314 p.
- Barthélémy J.-H. Penser l’individuation. Simondon et la philosophie de la nature. Paris: L’Harmattan, 2005. (Esthétiques). 260 p.
- Barthélémy J.-H. Simondon. Paris: Les Belles Lettres, 2014. (Figures du savoir). 240 p.
- Barthélémy J.-H. Simondon ou l’Encyclopédisme génétique. Paris: PUF, 2008. (Science, histoire et société). 176 p.
- Bontems V. (Ed.). Gilbert Simondon ou l’invention du futur, Colloque de Cerisy. Paris: Klincksieck, 2016. (Continents philosophiques). 376 p.
- Carrozzini G. Gilbert Simondon filosofo della mentalité technique. Milano: Mimesis, 2011.
- Chateau J.-Y. Le vocabulaire de Simondon. Paris: Ellipses, 2008. (Vocabulaire de…). 124 p.
- Cahiers Simondon n°1-6. Paris, L’Harmattan, 2009—2015.
- Châtelet G. (Ed.). Gilbert Simondon, Une pensée de l’individuation et de la technique. Paris: Albin Michel, 1994. (Bibliothèque du Collège international de philosophie). 281 p.
- Chabot P. La philosophie de Simondon. Paris: Vrin, 2003. (Pour Demain). 160 p.
- Chabot P. (Ed.). Simondon. Paris: Vrin, 2002. (Annales de l’Institut de philosophie de l’Université de Bruxelles). 208 p.
- Combes M. La vie inséparée : Vie et sujet au temps de la biopolitique. Ouistreham: Éditions Dittmar, 2011. (Études Simondoniennes). 334 p.
- Combes M. Simondon, individu et collectivité. Paris: PUF, 1999.
- Combes M. Simondon, une philosophie du transindividuel. Ouistreham: Éditions Dittmar, 2013. (Études Simondoniennes). 208 p.
- De Boever. M., Roffe & Ashley (eds.). Gilbert Simondon: Being and Technology. Edinburgh: Edinburgh University Press, 2012.
- Deleuze G. Gilbert Simondon, L’individu et sa genèse physico-biologique // L'Île déserte et autres textes (1953—1974). Paris: Minuit, 2002. P. 120—124.
- Dittmar N. Phénoménologie et individuation : La vie du corps. Ouistreham: Éditions Dittmar, 2015. (Études Simondoniennes). 160 p.
- Ferrarato C. Philosophie du logiciel : Dialogue entre Simondon et un objet technique numérique. Budapest: Collège Eötvös József ELTE, 2018. 210 p.
- Guchet X. Pour un humanisme technologique. Culture, technique et société dans la philosophie de Gilbert Simondon. Paris: PUF, 2010. (Pratique théorique).
- Hottois G. Simondon et la philosophie de la culture technique. Louvain-la-Neuve: De Boeck Université, 1993. 140 p.
- Jugnon A. Nietzsche et Simondon : Le théâtre du vivant. Ouistreham: Éditions Dittmar, 2010. (Études Simondoniennes). 352 p.
- Morizot B. Pour une théorie de la rencontre : Hasard et individuation chez Gilbert Simondon. Paris: Vrin, 2016. 248 p.
- Roux J. (Ed.). Gilbert Simondon : Une pensée opérative. Saint-Étienne: Publications de l’Université de Saint-Étienne, 2002. (Sociologie. Matières à penser). 330 p.
- Scott D. Gilbert Simondon’s Psychic and Collective Individuation. Edinburgh: Edinburgh University Press, 2014.
- Simondon N. Biographie
- Stiegler B. La Technique et le temps, tome 1 : La Faute d’Épiméthée. Paris: Galilée, 1994.

### Избранная библиография о Симондоне на русском языке
- Куртов М. Предисловие к сокращенному переводу заключения из книги «О способе существования технических объектов» // Транслит. № 9. 2011. С. 94-95.
- Свирский Я. И. Делёз и Симондон: индивидуация невидимых сил // Философия и культура. 2018. № 8. С. 30-39.
- Свирский Я. И. Индивидуация в перспективе парадигмы сложности // Культура и искусство. 2016. № 6. С. 770—781.
- Свирский Я. И. Индивидуация в сложностно-организованном мире // Философия науки. 2013. Т. 18. № 1. С. 62-80.
- Свирский Я. И. Концептуальные особенности философской стратегии Жильбера Симондона // Идеи и идеалы. 2017. Т. 1. № 3 (33). С. 111—125.
- Свирский Я. И. От аутентичности к индивидуации // Личность. Культура. Общество. 2018. Т. 20. № 1-2 (97-98). С. 67-83.
- Свирский Я. И. Отношение в перспективе индивидуации // Мир психологии. 2019. № 1 (97). С. 13-25.
- Свирский Я. И. Прикоснуться к вселенной: место эстетики в философской стратегии Жильбера Симондона // Культура и искусство. 2018. № 11. С. 29-41.
- Свирский Я. И. Трансдукция как способ междисциплинарной конвергенции // Идеи и идеалы. 2019. Т. 11, № 2, ч. 1. С. 63-78.
- Скопин Д. Мембрана и жизнь в складках: Жильбер Симондон и Жиль Делёз // Синий диван. 2011. № 16 С. 236—243.
- Скопин Д. А. Критика гилеморфизма и вопрос о технике у Жильбера Симондона и Мартина Хайдеггера // Вопросы философии. 2018. № 10. С. 201—210.